# Хайнрих V фон Дист
Хайнрих V фон Дист (на немски: Heinrich V von Diest; на нидерландски: Hendrik van Diest; * 1345; † 1385) е граф на Дист, Зеелем и Вайлнау от белгийската провинция Фламандски Брабант и бургграф на Антверпен в Белгия.

## Произход
Той е син на Томас I фон Дист († 8 ноември 1349), господар на Дист и Зеелем, и съпругата му Мария фон Гхистелес († сл. 4 септрмври 1381), дъщеря на Йохан IV фон Гхистелес († 1346) и Мария от Люксембург († 1337). Внук е на Арнолд VI фон Дист († 1296), бургграф на Антверпен. Майка му се омъжва втори път пр. 18 ноември 1358 г. за Роберт де Конде де Мориалме († 1359). Полубрат е на Аликс де Мориалме (* ок. 1358).

## Фамилия
Хайнрих V фон Дист се жени 1359 г. за Елизабет фон Хорн († 1416), дъщеря на Вилхелм IV фон Хорн († 1343) и Елизабет фон Клеве († 1347). Те имат децата:
- Мария фон Дист, омъжена I. за Йохан III фон Ротзелаер, сенешал на Брабант, II. за Арнолд Баув
- Йохан фон Дист († сл. 1405), господар на Ханефе, женен сл. 1384 г. за Елизабет фон Шьонфорст/фон Шьонау
- Елизабет (Елза) ван Дист († 1470), омъжена за Йохан VIII д'Аршот ван Шонхофен († 1434)
- Томас II ван Дист († 7 юни 1432), господар на Дист, Зихем, капитан на Брабант, женен сл. 1391 г. за Катарина фон дем Вайер († 1399); имат син